# Passo Sella
Sellajoch (italsky Passo Sella, ladinsky Jouf de Sela) je horský průsmyk o nadmořské výšce 2240 m v Itálii. Spojuje městečko Wolkenstein v údolí Val Gardena v Autonomní provincii Bolzano s městečkem Canazei v údolí Val di Fassa v Autonomní provincii Trento.

## Poloha
Horská skupina Sella je v přímé linii dlouhá asi 33 km, nejkratší propojení vedoucí přes sedlo Sellajoch je však 53,4 km dlouhé. Vede mezi vrcholem Sassolungo na západě a skupinou Sella na východě.

## Dějiny
Archeologické nálezy (šipky, střepy keramiky) svědčí o osadě z doby kamenné v této oblasti. O využití průsmyku ve starověku a středověku není nic známo.
V roce 1872 byla dokončena silnice, nyní součástí Strada Statale 242 Val Gardena - Passo Sella. První hotel na Passo Sella, kde byli ubytováváni převážně obchodní cestující, byl postaven v roce 1884 Carlem Valentinim pod vrcholem. V roce 1903 následoval Sellajochhaus, další zařízení (Maria Flora) byla postavena v roce 1934. Všechny tři budovy po přestavbách jsou stále používány pro cestovní ruch.
První lanovka z první světové války sloužila k dodávce materiálů bojujícím vojskům. Se vzestupem cestovního ruchu vznikaly v Dolomitech po roce 1950 další lanovky, lyžařské vleky, turistické stezky atd.